# Flying Island
Flying Island est une tour d'observation du parc Gardaland, situé à Castelnuovo del Garda en Vénétie. 
Cette attraction de type Flying Island a été construite par Intamin en 2000. Les visiteurs ont l'occasion d'observer le lac de Garde voisin. Efteling possède une attraction similaire, la Pagode.